# Curra
Curra é uma denominação popular para uma modalidade de crime sexual na qual dois ou mais agentes abusam sexualmente de um outro indivíduo. Diferencia-se do estupro por haver mais de um agente, o que torna o indivíduo currado mais indefeso ante as agressões sofridas.
A curra foi um crime frequente no Brasil entre a década de 1950 (especialmente pelo Caso Aída Curi, ocorrido em 1958) a década de 1970. Nesta época, vigorava uma moral sexual mais rígida e a denominada "liberação feminina" não havia acontecido. Durante a década de 1970 esteve também associado ao consumo de drogas.